# 알레산드로 모레스키

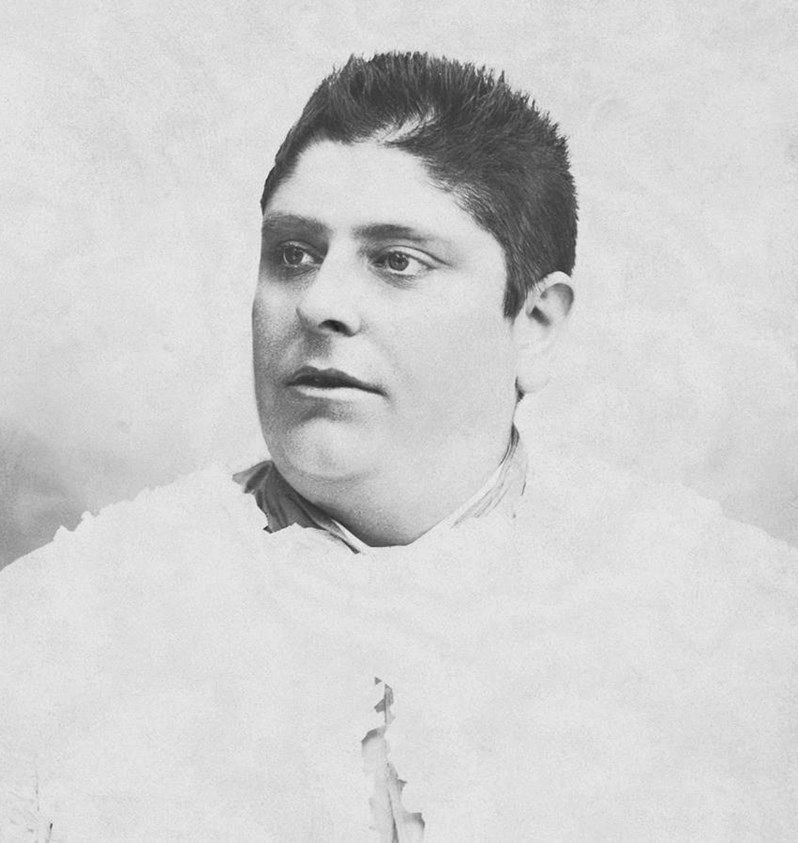

알레산드로 모레스키(Alessandro Moreschi,1858년 11월 11일 - 1922년 4월 21일)는 인류 최후의 카스트라토이다.
유아기에 당시 이탈리아에서 유일한 탈장 치료법으로 거세 수술을 받았다.
목소리가 녹음된 유일한 카스트라토이다.
그가 1922년 폐렴으로 생을 마침으로써 카스트라토는 역사 속으로 사라졌다.